# Bielle
Bielle is een gemeente in het Franse departement Pyrénées-Atlantiques (regio Nouvelle-Aquitaine) en telt 459 inwoners (2005). De plaats maakt deel uit van het arrondissement Oloron-Sainte-Marie.

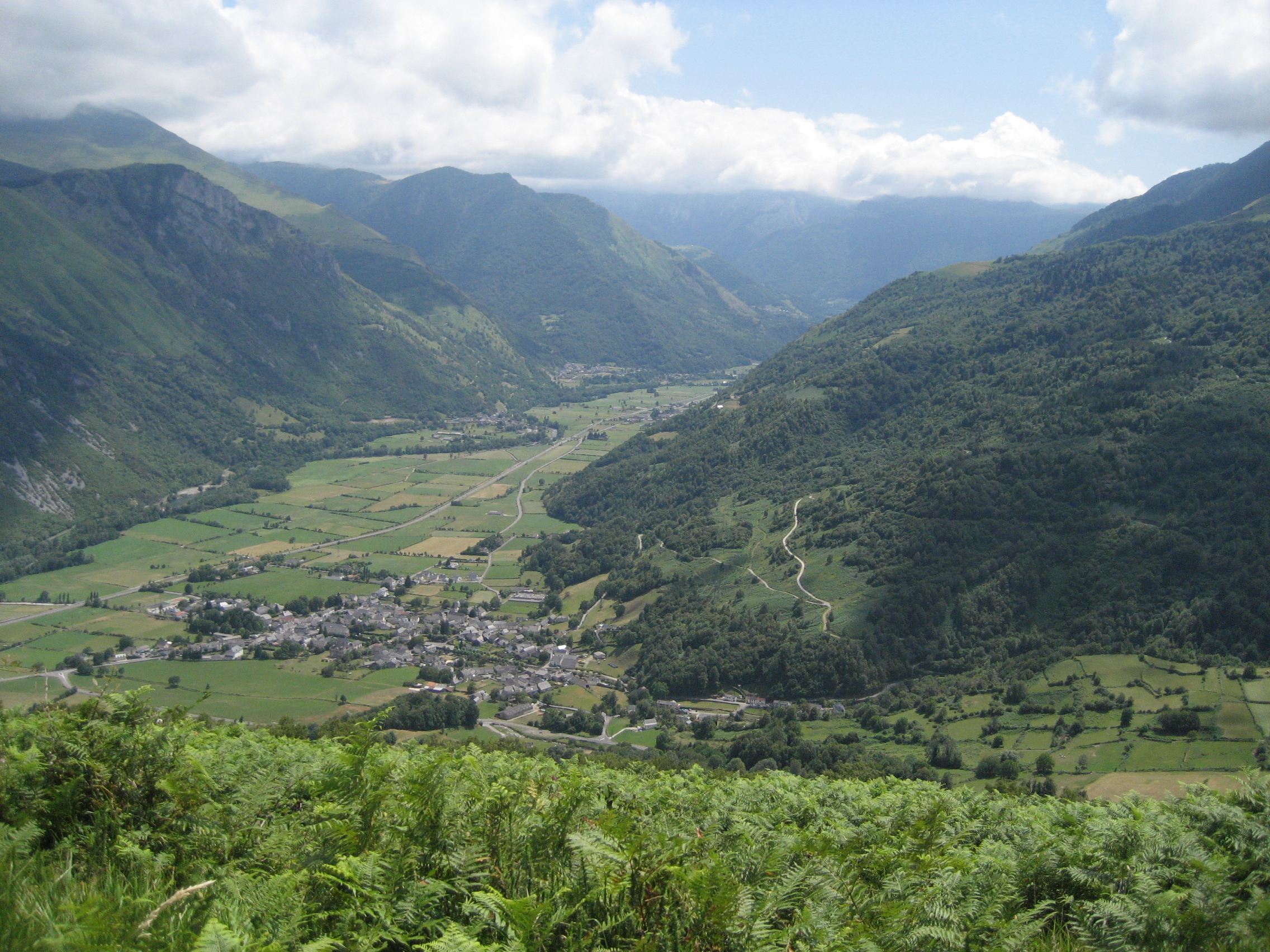
Uitzicht op Bielle

## Geografie
De oppervlakte van Bielle bedraagt 24,7 km², de bevolkingsdichtheid is 18,6 inwoners per km².
De onderstaande kaart toont de ligging van Bielle met de belangrijkste infrastructuur en aangrenzende gemeenten.

## Demografie
Onderstaande figuur toont het verloop van het inwonertal (bron: INSEE-tellingen).